# Puenteado
El puenteado, puentear o hacer un puente es el proceso de circunvalar el sistema de bloqueo del encendido de un automóvil, con el objetivo de encender su motor sin tener la llave. Se suele usar principalmente para cometer robos de automóvil; pero también es el escenario del peor caso para su legítimo dueño.

## Métodos
El puenteado generalmente requiere conectar los dos cables que cierran el circuito cuando la llave se encuentra en posición de encendido, suministrando energía así a la bomba de combustible y a otros elementos necesarios; y después contactando con el cable que lo mantiene encendido. De todas formas, el método específico para puentear depende del sistema de ignición particular de cada vehículo. Las unidades de arranque remoto acceden a un sistema idéntico al de un arranque convencional. Existen bases de datos en internet con listados de colores de cables de los diferentes modelos.
En vehículos antiguos, especialmente aquellos fabricados con anterioridad a 1986, que equipan motor a carburador y una bobina y distribuidor, pueden ser puenteados desde el alojamiento del motor. La técnica de la ganzúa para arrancar un coche es inefectiva, dado que muchos coches modernos utilizan un transpondedor.
Los ladrones que carecen de conocimientos básicos de mecánica o de sistemas eléctricos automotrices, simplemente usan la fuerza física para puentear el arranque, reventando del mecanismo y liberando el tambor de la cerradura, que se hace girar manualmente.

## Otros puenteados
Se puede puentear cualquier tipo de artefacto eléctrico para su encendido o su utilización, por fallas en su botón o tecla de encendido o para evitar desmontar otros componentes.